# Gate, Hjo kommun
Gate är en småort i Södra Fågelås socken i Hjo kommun i Västra Götalands län i Sverige.
En av Hjo kommuns fem grundskolor, Fågelås skola, är belägen i Gate. Byggnaden uppfördes 1951. I anslutning till skolan finns ett av kommunens fritidshem, Smultronstället, som utöver skolgården också har tillgång den så kallade skolskogen vid Hjällöbäcken. Vägg i vägg med Fågelås skola ligger den kommunala förskolan Fågelbo.
Gate gamla skola med kommunalrum på andra våningen uppfördes 1863 och har senare utnyttjats bland annat som samlingssal och bibliotek. Den numera privatägda gamla lärarbostaden, också kallad Röda bostaden, byggdes omkring 1937.

## Bildgalleri

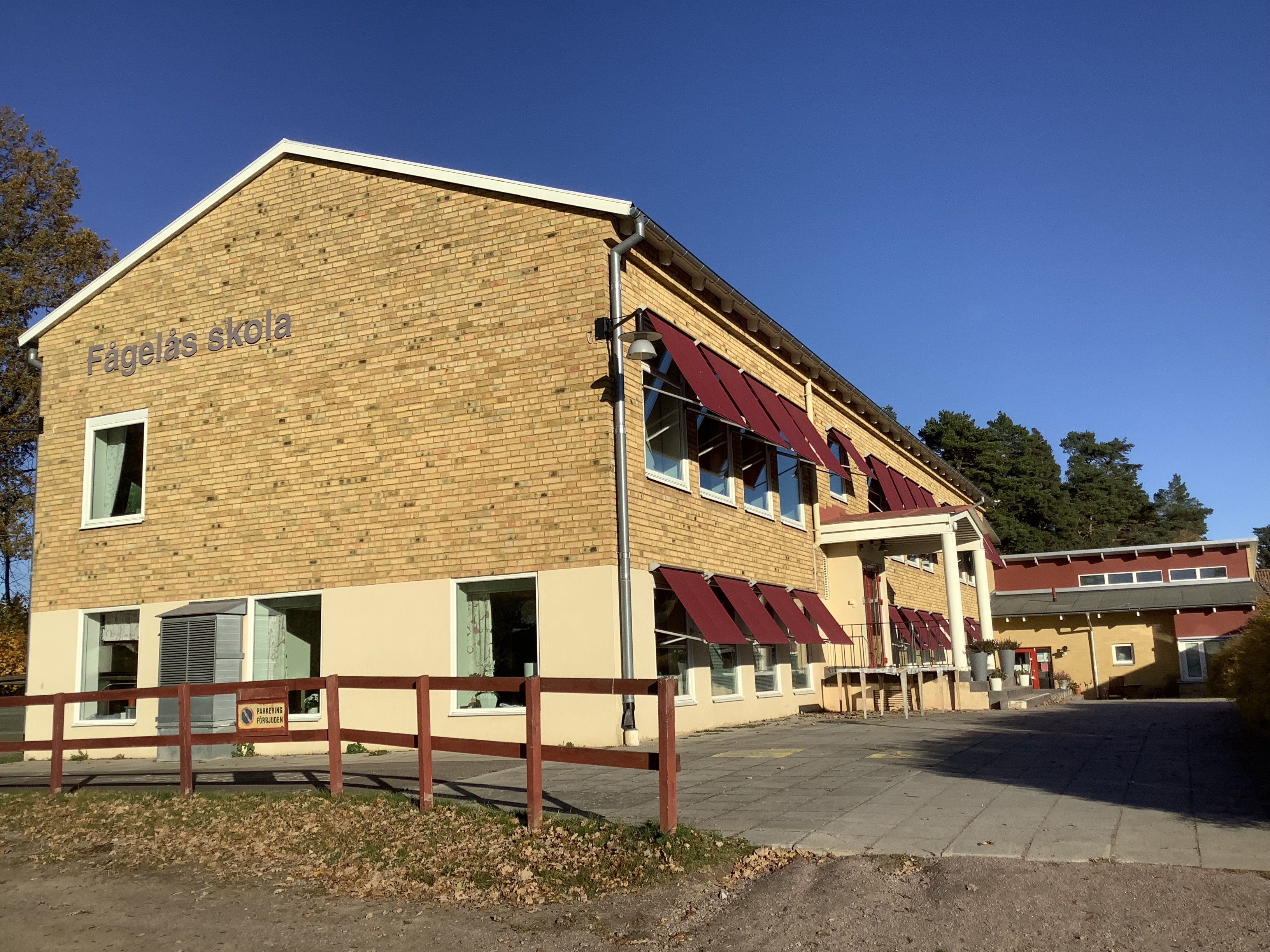
Fågelås skola
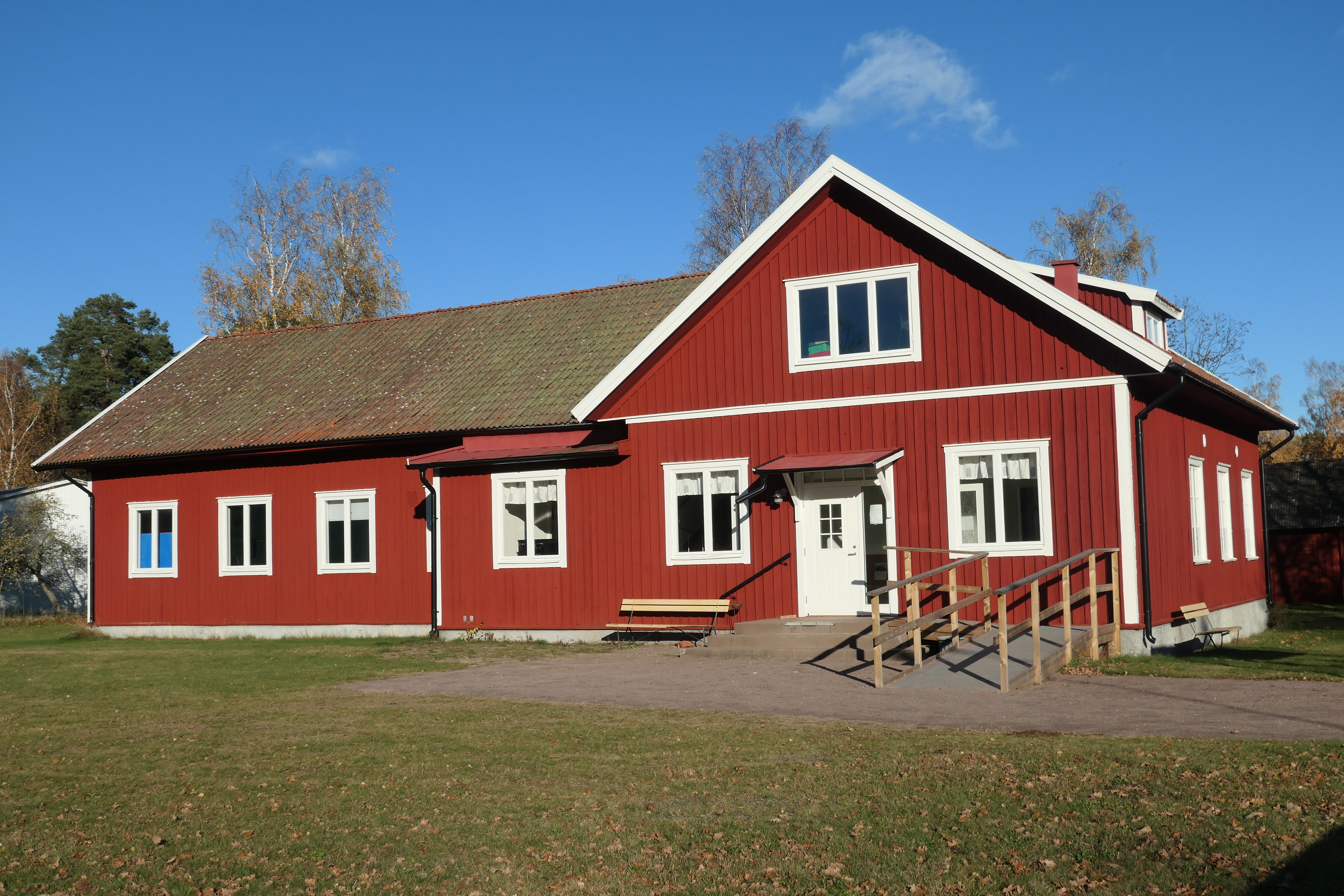
Gamla skolan
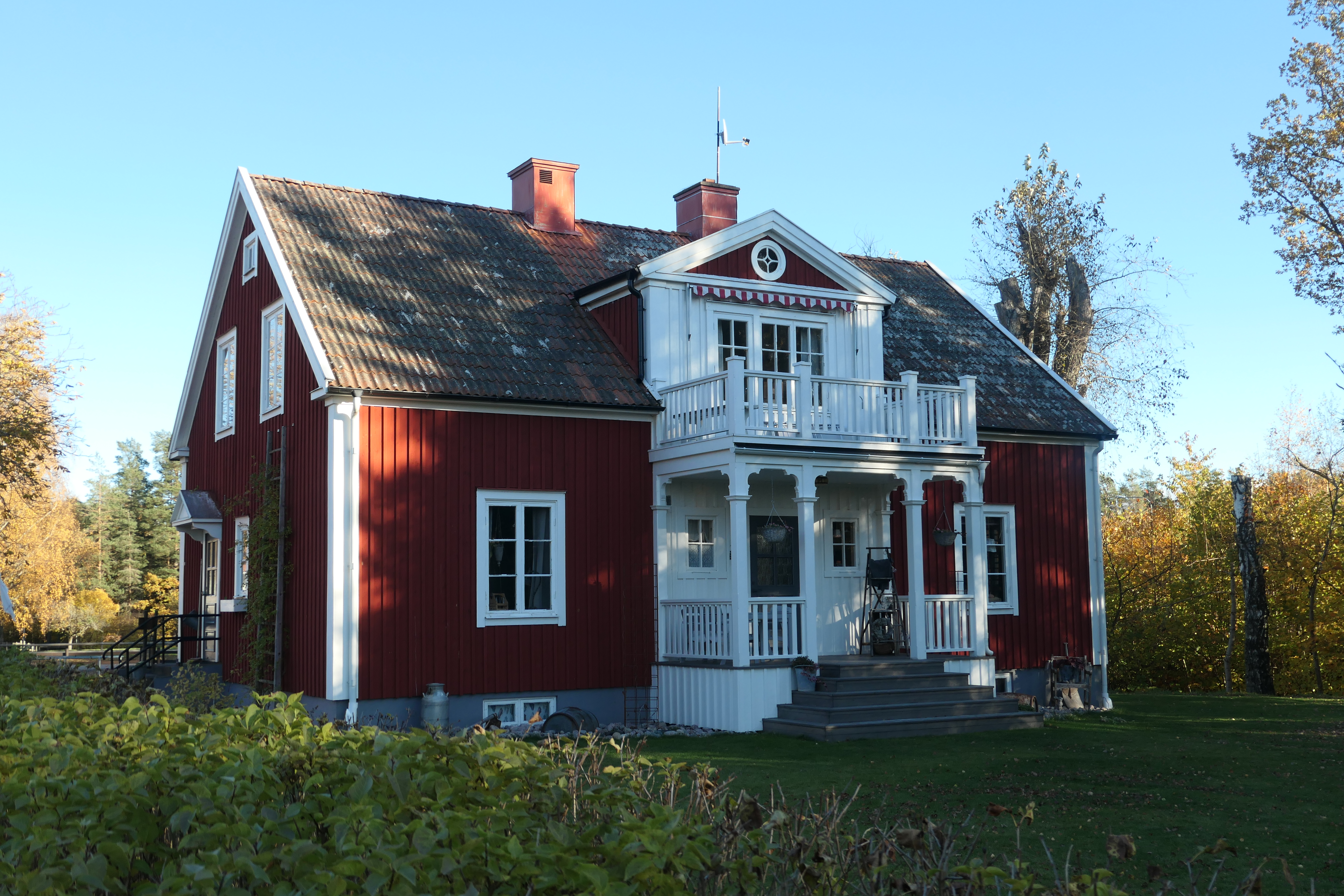
Gamla lärarbostaden